# Хетил Андре Омот
Хетил Андре Омот (познат с грешен правопис като Киетил Аамод; на норвежки: Kjetil André Aamodt, [çeːtɪl ɑndɾeː oːmɔt]; роден на 2 септември 1971 г. в Осло, Норвегия) е норвежки алпийски скиор.
Той е състезателят с най-много отличия в историята на алпийските ски. Има 20 медала от олимпийски игри и световни първенства, от които 4 олимпийски и световна титла. Има и 21 победи в състезания за Световната купа, която обаче е печелил само веднъж. Омот се състезава във всички дисциплини от програмата на алпийските ски и сред 5-а скиори, които имат победи в гигантския, супер-гигантския и специалния слалом, както и в спускане и комбинация.
Омот има две исторически победи, като интересното е, че и двете са на Олимпийски игри в дисциплината супер-гигантски слалом. През 1992 г., три месеца преди олимпиадата в Албервил, Омот заболява от мононуклеоза и влиза в болница, откъдето излиза с единадесет килограма по-слаб. Два месеца по-късно той най-сетне подновява тренировки, а след още шест седмици постига истински подвиг, като печели златен медал в супер-гигантския и бронзов в гигантския слалом на олимпийските игри. Така той влиза в историята като най-младия скиор-алпиец, печелил златен олимпийски медал. 14 години по-късно 34-годишният Омот отново печели олимпийския старт на супер-гигантски слалом и така се превръща и в най-възрастния олимпийски шампион в алпийските дисциплини.
Хетил Андре Омот обявява края на своята спортна кариера на 6 януари 2007 г. Това става по време на прякото предаване на Гала вечерта на норвежките спортисти.

## Победи за Световната купа
Хетил Андре Омот има общо 21 победи за Световната купа: една в спускането, пет в супер-гигантския слалом, шест в гигантския слалом, една в слалома и осем в комбинацията. 

## Крайно класиране за Световната Купа
- 1989 – 1990: 40-и
- 1990 – 1991: 17-и
- 1991 – 1992: 13-и
- 1992 – 1993: 2-ри
- 1993 – 1994: 1-ви
- 1994 – 1995: 5-и
- 1995 – 1996: 10-и
- 1996 – 1997: 2-ри
- 1997 – 1998: 4-ти
- 1998 – 1999: 2-ри
- 1999 – 2000: 2-ри
- 2000 – 2001: 7-и
- 2001 – 2002: 2-ри
- 2002 – 2003: 3-ти
- 2004 – 2005: 26-и
- 2005 – 2006: 8-и

Общо в кариерата си Омот е завършвал 12 пъти в първата десетка на класирането за Големия кристален глобус и 7 пъти в първата тройка.

## Олимпиади
Хетил Омот участва на пет зимни олимпийски игри, от които печели четири златни, два сребърни и два бронзови медала. По-долу са показани всички резултати от участията му. 

### Зимни олимпийски игри 1992вАлбервил,Франция
- Супер-гигантски слалом: 1-ви
- Гигантски слалом: 3-ти
- Спускане: 26-и

### Зимни олимпийски игри 1994вЛилехамер,Норвегия
- Спускане: 2-ри
- Комбинация: 2-ри
- Супер-гигантски слалом: 3-ти
- Слалом: 12-и

### Зимни олимпийски игри 1998вНагано,Япония
- Супер-гигантски слалом: 5-и
- Спускане: 13-и
- Гигантски слалом: отпада в първия манш

### Зимни олимпийски игри 2002вСолт Лейк Сити,САЩ
- Супер-гигантски слалом: 1-ви
- Комбинация: 1-ви
- Спускане: 4-ти
- Слалом: 6-и
- Гигантски слалом: 7-и

### Зимни олимпийски игри 2006вТорино,Италия
- Супер-гигантски слалом: 1-ви
- Спускане: 4-ти
- Комбинация: записан е в стартовия списък, но не стартира

## Световни първенства
Хетил Омот участва в осем световни първенства между 1991 и 2005 година, от които печели пет златни, четири сребърни и три бронзови медала. По-долу са показани само част от резултатите от участията му. 

### 1991–Заалбах,Австрия
- Супер-гигантски слалом: 2-ри

### 1993–Мориока,Япония
- Гигантски слалом: 1-ви
- Слалом: 1-ви
- Комбинация: 2-ри

### 1996–Сиера Невада,Испания
- Гигантски слалом: 3-ти
- Комбинация: 6-и
- Слалом: 8-и

### 1997–Сестриере,Италия
- Комбинация: 1-ви
- Супер-гигантски слалом: 6-и
- Гигантски слалом: 8-и
- Спускане: 9-и

### 1999–Вейл,САЩ
- Комбинация: 1-ви
- Спускане: 3-ти
- Слалом: 7-и
- Супер-гигантски слалом: 9-и

### 2001–Сан Антон,Австрия
- Комбинация: 1-ви
- Гигантски слалом: 2-ри
- Слалом: 7-и

### 2003–Санкт Мориц,Швейцария
- Спускане: 2-ри
- Комбинация: 3-ти
- Супер-гигантски слалом: 5-и
- Слалом: 9-и

### 2005–Бормио,Италия
- Слалом: 14-и
- Спускане: 23-ти
- Комбинация: дисквалифициран